# Митрин, Евгений Тимофеевич
Евгений Тимофеевич Митрин — советский хозяйственный, государственный и партийный деятель.

## Биография
Родился в 1935 году в русской семье в Ашхабаде. Член ВКП(б) с 1952 года.
С 1952 года на хозяйственной, общественной и политической работе. В 1952—1955 гг. служил в Советской армии. Выпускник нефтегазового университета имени Губкина по специальности разработка нефтяных и газовых месторождений, на нефтепромыслах Туркменского Каспия, первый секретарь Небитдагского горкома КП Туркменистана, первый секретарь Красноводского областного комитета КП Туркменистана.
Избирался депутатом Верховного Совета Туркменской ССР 7-го созыва, Верховного Совета СССР 8-го, 9-го, 10-го, 11-го созывов.
Умер в Ессентуках в 1995 году.